# Rattus baluensis
Rattus baluensis é uma espécie de roedor da família Muridae.
Apenas pode ser encontrada na Malásia.